# Mombello di Torino
Mombello di Torino is een gemeente in de Italiaanse provincie Turijn (regio Piëmont) en telt 378 inwoners (31-12-2004). De oppervlakte bedraagt 4,1 km², de bevolkingsdichtheid is 92 inwoners per km².

## Demografie
Mombello di Torino telt ongeveer 159 huishoudens. Het aantal inwoners steeg in de periode 1991-2001 met 14,8% volgens cijfers uit de tienjaarlijkse volkstellingen van ISTAT.
| Jaar | Inwoneraantal |
| ---- | ------------- |
| 1991 | 344           |
| 2001 | 395           |

## Geografie
Mombello di Torino grenst aan de volgende gemeenten: Moncucco Torinese (AT), Arignano, Moriondo Torinese, Riva presso Chieri.
1. ↑  https://demo.istat.it/?l=it.